# Garden Plain (Kansas)
Garden Plain – miasto w Stanach Zjednoczonych, w stanie Kansas, w hrabstwie Sedgwick.